# International Mercantile Marine Company

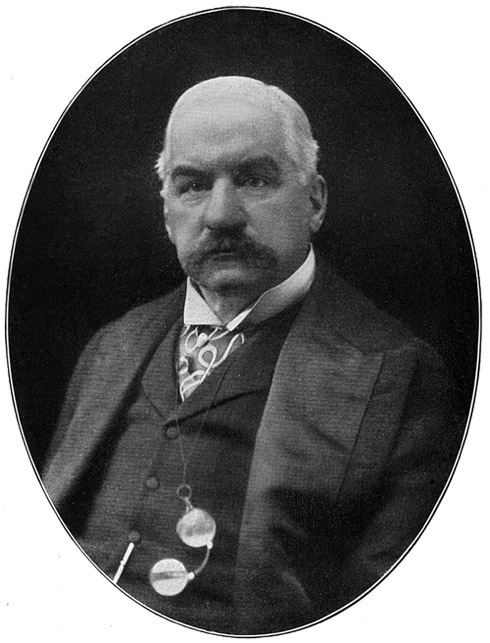
Джон Пірпонт Морган — власник «IMM Co.»

«International Mercantile Marine Co.» (укр. «Міжнародна Торгова Морська компанія") або скорочено «IMM», що спочатку носила назву «International Navigation Co.» (укр. "Міжнародна Навігаційна компанія") — трест сформований на початку ХХ сторіччя як спроба Джона Моргана монополізувати морську торгівлю. Результатом були важкі втрати для Моргана.
IMM була заснована пароплавними магнатами компаній «American Line» і «Red Star Line» Климентом Гріском, компанії «Atlantic Transport Line» Bernard N. Baker, компанії «White Star Line» J. Bruce Ismay, і компанії «Leyland Line» Джоном Еллєрманом (англ. John Ellerman). Також була приєднана «Dominion Line». Проєкт мав банківське фінансування від «J.P. Morgan & Co.», яку очолював фінансист Джон П. Морган. Компанія також працювала на прибуткових відносини з германськими лініями «Hamburg-Amerika» і «North German Lloyd». Трест викликав велике занепокоєння в британській судноплавної галузі, що безпосередньо призвело до субсидій британського уряду для «Cunard Line» на будівництво нових суден RMS «Lusitania» і RMS «Mauretania» з метою конкурентоздатності (конкурентоспроможності). Але, у зв'язку з переоцінкою потенційного прибутку, «IMM» суттєво і з наслідками переплатив за придбання деяких укрупнених компаній.
«IMM» була холдинговою компанією, яка здійснювала контроль дочірніх корпорацій, які мали свої дочірні компанії. Морган сподівався домінувати понад трансатлантичними перевезеннями через блокування директоратств і договірних угод із залізницями, але це виявилося неможливим через характер морського транспорту, американське антимонопольне законодавство і угоду з британським урядом. Одна з дочірніх компаній «IMM» була «White Star Line», якій належав RMS «Titanic». Аналіз фінансової звітності показує, що «IMM» була збитковою і страждала від браку грошового потоку, що викликав «IMM» до дефолту по виплаті відсотків за облігаціями в кінці 1914 року. Як результат, «дружні» конкурсні взаємні відносини були введені в дію у 1915 році, що дозволило «IMM» реорганізувати свої фінанси — вона вийшла з конкурсних взаємних відносин у 1916 році. Врятована Першою світовою війною, «IMM» зрештою знову з'явилася як «United States Lines», які привели себе до банкрутства у 1986 році.
Пропонований в Конгресі Сполучених Штатів Америки законопроєкт субсидій провалилася, оскільки стала широко очевидні до квітня 1902 року і компанія таким чином, ніколи не була успішною. Починаючи з 1920-х років, компанія зазнала ряд корпоративних злиттів і поглинань, що призвело до того, що вона стає лінією Сполучених Штатів у 1943 році.

## Історія

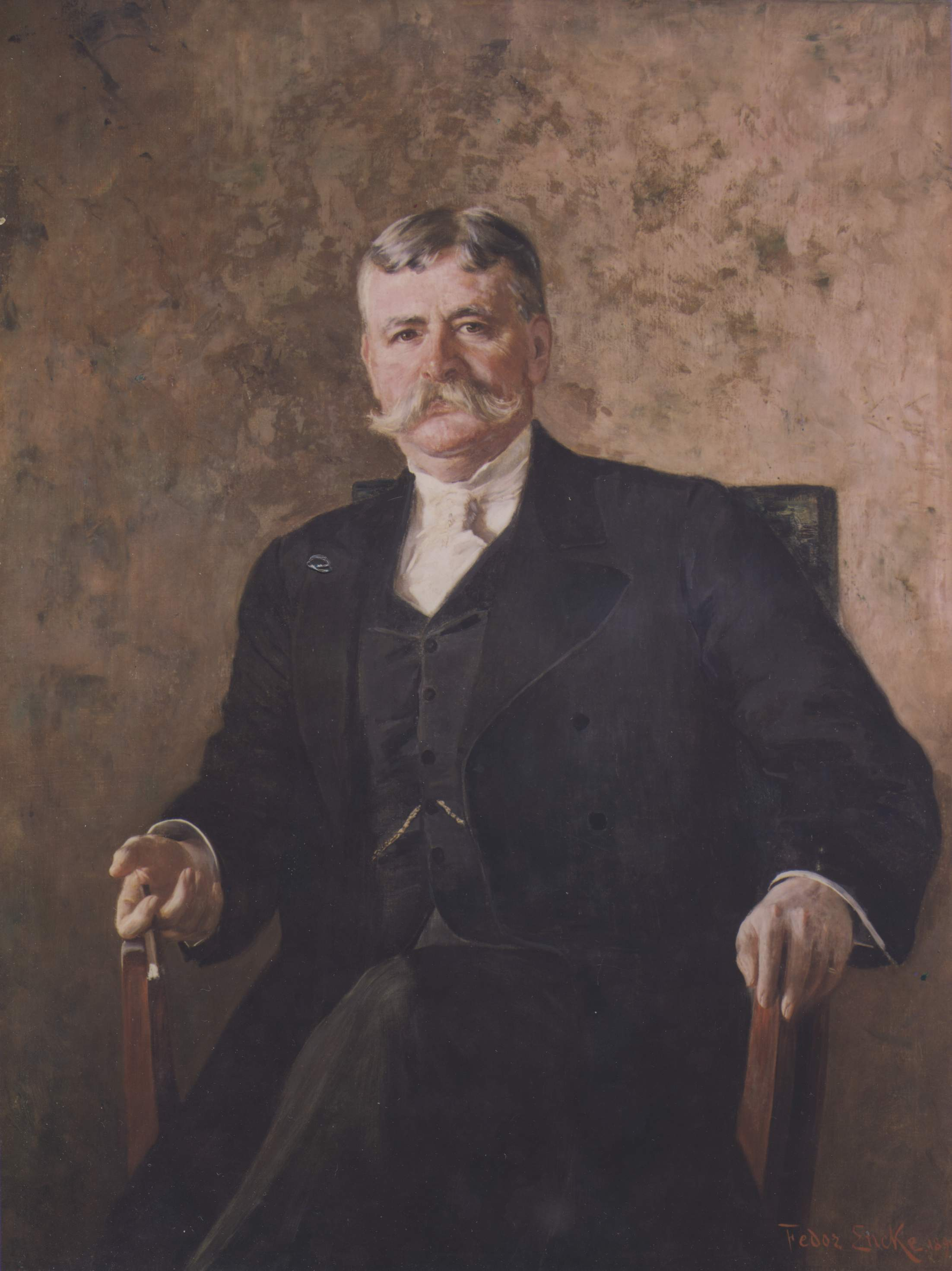
Портрет Климента Актон Гріскома — робота Федора Енке, 1899 рік.

### Заснування компанії
Оскільки судноплавна галузь процвітала на кінці XIX століття, деякі прагнули створити трест для монополізація пароплавних компаній Сполучених Штатів. Але, всі переговори в цьому напрямку у 1890-х роках зазнали невдачі. Посередництво Джона Пірпонта Моргана, одного з найбагатших людей у світі, могли б привести до змін.
Atlantic Transport Line, яка належить Bernard N. Baker і має як пасажирські, так і вантажні судна, напружено змагалася з британськими та іншими пароплавними компаніями. Бейкер намагався продати свою компанію Джону Еллерману, голові вантажної «Leyland Line», який безуспішно намагався заволодіти двома потужними європейськими компаніями «Cunard Line» і «HAPAG». Переговори між Бейкером і Еллерманом висунулися уперед, але в підсумку провалилися.
Тим часом, Дж. П. Морган вже уклав угоду з Климент Гріском, президентом «International Navigation Co.» (укр. "Міжнародна Навігаційна компанія"), яка керувала «Red Star Line» і «American Line». Нарешті, в грудні 1900 року, після шести місяців переговорів, «Atlantic Transport Line» приєдналася до «INC».
Згодом, Baker, Дж. П. Морган, і Simon Bettle Jr. (представник «INC») вели переговори з Еллерманом, цього разу з метою викупити його власність. Повинно було бути дві компанії, які увійдуть в трест. Ім'я однієї з них було виявлено у квітні 1901 року — «Leyland Line». Друга виявилася престижною компанією «White Star Line» і була куплена командою Моргана після довгих переговорів у квітні 1902 року. 1 жовтня 1902 року «JP Morgan & Co.» оголосила про створення «International Mercantile Marine Company», які частіше називають «IMM» (складові елементи «IMM», в тому числі «INC» (заснована у 1871 році), вже працювали багато років).

### Золотий вік

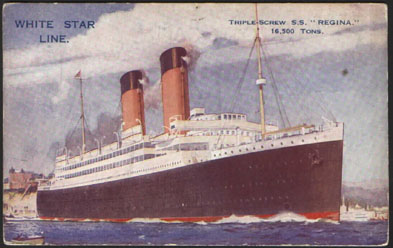
The «Regina» sailed for the «Dominion Line» and «White Star Line» before being transferred to the Red Star Line under the name of «Westernland».

Ролі Моргана розвивалися протягом багатьох років. Як американець, він не міг безпосередньо бути володарем британських пароплавів, але він міг володіти компанією, яка володіла пароплавами. У 1902 році «IMM» перевезла 64738 пасажирів завдяки великої імміграції до Сполучених Штатів. «IMM» підписав партнерство з двома найбільш важливими німецькими судноплавними компаніями «Norddeutscher Lloyd» і «HAPAG», які в загальній складності перевезли 66 838 пасажирів. Германо-Морганівська Угода, підписана в Нью-Йорку 20 лютого 1902 року, стала ключовим кроком у формуванні того, що повинно було стати «IMM», але не повністю вирішити давні тертя з конкурентоспроможними і основними з германських і британських трансатлантичних судноплавних компаній.
Відповіді дії у Великій Британії допомогли посилити ці суперництва. «Cunard Line», одна з британських судноплавних компаній з незалежним значення, отримала гранти від британського уряду на будівництво двох великих океанських лайнерів «Lusitania» і «Mauretania», які були введені в експлуатацію наприкінці 1907 року. Конкурентна відповідь від «IMM» групи прийшла у 1908 році, коли «Harland & Wolff» було дозволено побудувати для «White Star Line» тріо океанських лайнерів олімпійського класу: RMS «Olympic», RMS «Titanic» і HMHS «Britannic».
Починаючи з 1902 року «IMM» мав угоду з James Pirrie, головою «Harland & Wolff» і членом управління в «White Star Line», про те, що судна компанії будуть будувати «Гарланд і Вольф» (англ. "Harland & Wolff" за весь час. Судна компанії також переходили від однієї компанії до іншої — як «Belgic», побудований для «White Star Line», який був переданий в обслуговування «Red Star Line» під назвою SS «Belgenland» (1914 року), або «Regina» перейменована з «Westernland». Це дозволило «IMM» вирушати судну кожен день корабель з Великої Британії, а пасажирам змінити свої квитки на еквівалентні місця на іншому судні компанії. Baker залишив посаду в керівництві «Atlantic Transport Line» незабаром після його інтеграції з «IMM», і був замінений Філіпом Франкліном (англ. Philip Franklin). Пізніше він став віце-президентом «IMM», а Гріском був замінений на посаді президента Джозефом Брюс Ісмей у 1904 році (який був також президентом «White Star Line»).

### Захід

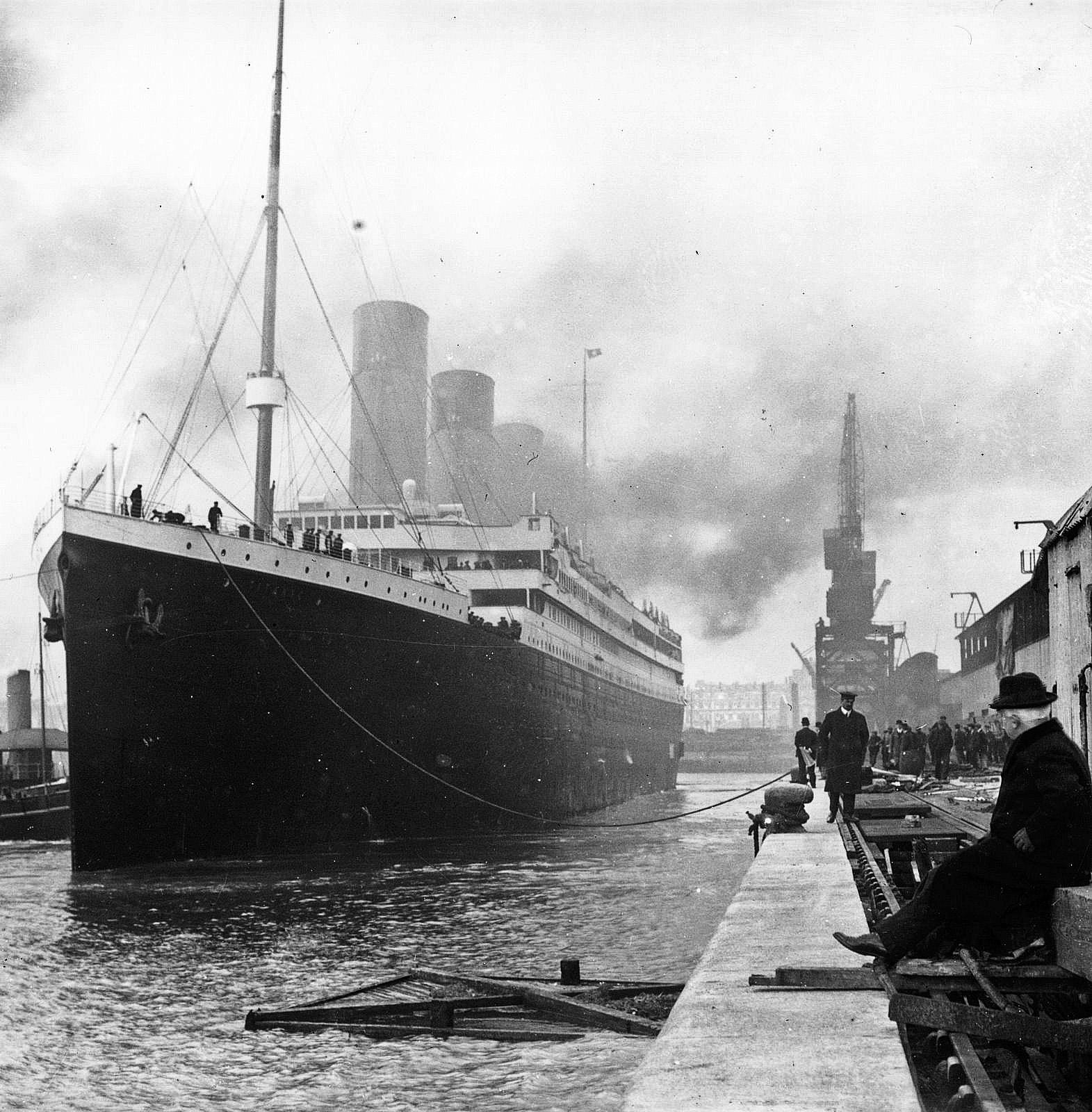
«Титанік». Загибель «Титаніка» була однією з причин занепаду «IMM».

Початок 1910-х років став поворотним пунктом для «IMM». Авжеж, 15 квітня 1912 року, флагман їх флоту «Titanic» затонув під час свого першого плавання. Крім того, фінансові втрати та людські загибель, загибель судна позначаються на діяльності з організації тресту. Через американську комісію з розслідування присвячений загибелі судна, сенатор Вільям Алден Сміт (англ. William Alden Smith) відкрито виступав проти самого принципу компанії і Моргана. Як був влаштований перед загибеллю затонулого «Титаніка», Джозеф Брюс Ісмей пішов з посади президента «IMM» в 1913 році, і йому успадковував Harold Sanderson and Morgan died on March 31, 1913. Після 1915–16 років конкурсних взаємовідносин Sanderson був змінений на посту президента Франкліном, який вже був одержувачем.
Проте, загибель «Титаніка» не привела до кінця «IMM». Хоча теоретично потужна через її продовження впливу з деякими з провідних американських, британських і німецьких судноплавних компаній,   компанії, що здійснювала , так і не вдалося подолати власні фінансові проблеми, ні домінувати основною частиною Північноатлантичній судноплавній торгівлі, і, отже, не як успішним, як очікувалося. Компанія увійшла до конкурсної діяльності у 1915 році і була поміщена в руках Франкліна, якому вдалося врятувати її. В кінці 1920 року він одержав гранти від уряду на американські кораблі (побудовані в Сполучених Штатах або, що плавають під їх прапором), а в 1926 році компанія продала «White Star Line» компанії «Royal Mail Steam Packet Co.» за 7 мільйон £, з яких 2,35 мільйона £ були ще неоплачені коли «Royal Mail Group», яка була надлишковою і недостатньою, розвалилася на початку 1930-х років. У 1930 році «IMM» володів 30 суднами. У 1933 році було 19 суден, і лише 11 до 1935 року.
До 1935 року компанія, тепер стряхнувши більшу частину своїх іноземних ділових зв'язків, злилася з «Roosevelt Line» після ліквідації «Red Star Line» і «Atlantic Transport Line». John Franklin, син Філіпа, був насправді одним із засновників «Roosevelt Line». Нарешті, з Другою світовою війною, яка вирувала на початку 1940 року, компанія була повністю розчинена і її американські судна (які зосталися) були передані в «United States Lines».
Деякі підприємства сучасної суднобудівної промисловості досі вважають «IMM» як одну з перших спроб в корпоративній власності кількох компаній під єдиним довір'ям; як вид великих  контролюючих компаній, які домінують у більшій частині світового морського судноплавства сьогодні.

## Президенти
- Климент Актон Гріском 1902–1904
- Джозеф Брюс Ісмей, 1904–1913
- Harold A. Sanderson, 1913–1915
- Конкурентні взаємовідносини, 1915–1916
- Philip Albright Small Franklin, 1916–1936[24]
- John A. Franklin, 1936–1943

- Компанія поглинена «United States Lines», 1943[25]

## Компанії, якими володіла IMM

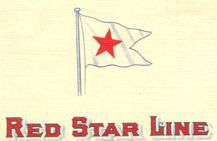
Прапор «Red Star Line»

- American Line
- American Merchant Lines
- Атлантична Транспортна Лінія
- Baltimore Mail Line
- Dominion Line
- Leyland Line
- Panama Pacific Line
- Red Star Line
- Roosevelt Steamship Co.
- United States Lines
- White Star Line